# San Francisco Dons

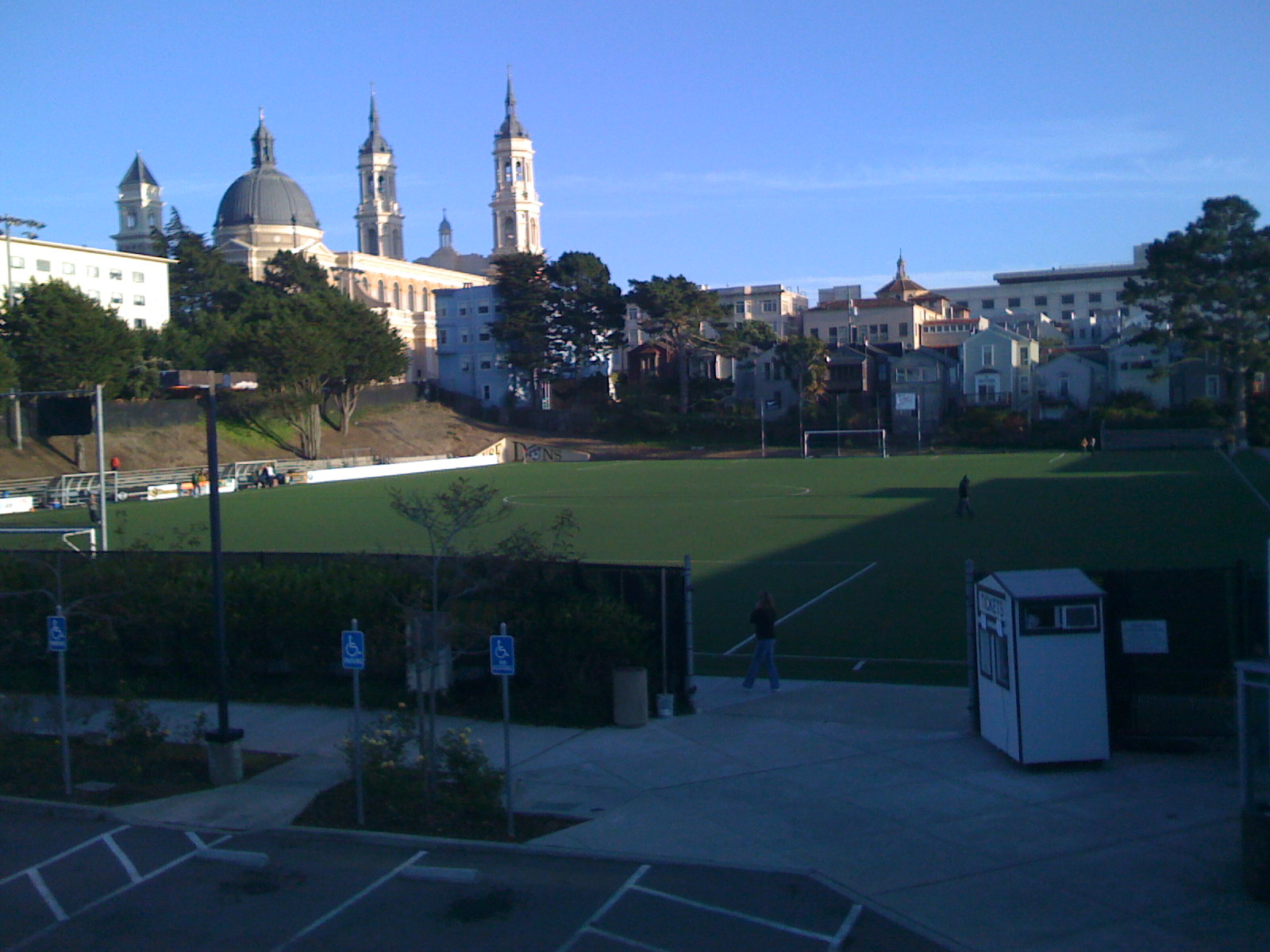
Negoesco Stadium

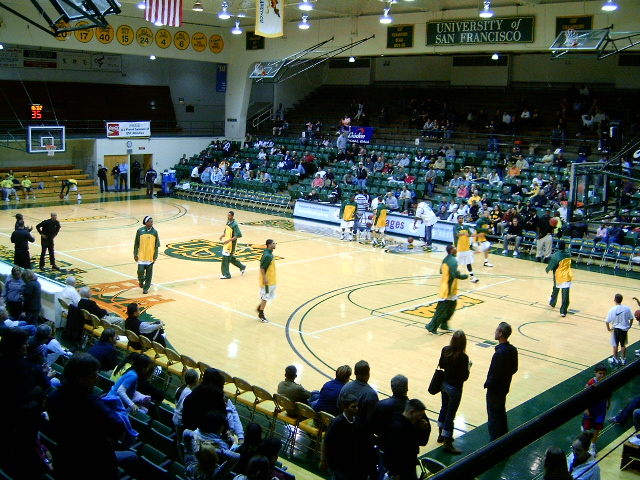
War Memorial Gymnasium

San Francisco Dons (español: Señores de San Francisco) es el nombre de los equipos deportivos de la Universidad de San Francisco. Los equipos de los Dons participan en las competiciones universitarias organizadas por la NCAA, y forman parte de la West Coast Conference. 

## Historia
El deporte en USF data su fundación, en 1855, cuando el fundador Anthony Maraschi, S.J. organizó juegos de pelota como modo de entretenimiento para los primeros estudiantes. Sin embargo, la competición universitaria se remonta hasta 1907, cuando el por entonces Saint Ignatius College comenzó a jugar de manera organizada al béisbol, baloncesto y rugby ante otras universidades locales. Rivalidades como Santa Clara y Saint Mary's tienen sus orígenes en este periodo.
Los equipos eran conocidos como "Grey Fog", y sus colores eran el rojo y el azul, cuando la universidad se denominaba Saint Ignatius College. En 1927 se cambiaron por el verde y el oro, dejando al colegio jesuita, el viejo Saint Ignatius High School, que luego se convirtió en Saint Ignatius College Preparatory, los originales rojo y azul. Saint Ignatius College se convirtió en Universidad de San Francisco en 1930, para recalcar la diferencia entre el colegio y la universidad.

## Equipos
Equipos oficiales:
| - Masculino - Baloncesto - Fútbol - Cross - Tenis - Atletismo - Atletismo en pista cubierta - Golf - Béisbol | - Femenino - Baloncesto - Fútbol - Cross - Tenis - Atletismo - Atletismo en pista cubierta - Golf - Voleibol - Voleibol de playa |